# Mònica Gimeno i Coma
Mònica Gimeno i Coma (Vic, 27 d'abril de 1987) és una patinadora catalana. Es formà amb Cristina Gibaja i formà part de les seleccions catalana i espanyola.
Entre els anys 1997 i 2008 es proclamà campiona d'Espanya en diverses categories de patinatge sobre rodes; l'any 2006, subcampiona del món en la categoria combinada i ocupà la tercera posició del mateix campionat en la disciplina de figures obligatòries. Dos anys després es feu amb el campionat d'Europa, també en categoria combinada, i repetí la tercera posició en figures obligatòries.
L'any 2009 passà a competir en patinatge sobre gel, proclamant-se campiona de Catalunya i d'Espanya l'any següent, però l'any 2013 abandonà aquesta disciplina per retornar al patinatge sobre rodes des de les files del CP Mollerussa Pla d'Urgell, proclamant-se campiona d'Espanya (2015), campiona d'Europa en la modalitat de lliure (2015, 2016 i 2017) i realitzant actuacions destacades als campionats del món, entre les quals destaquen les medalles de bronze obtingudes els anys 2015 i 2016. En els primers World Roller Games, que es van disputar a la Xina el 2017, va ser subcampiona mundial de la modalitat de lliure.
El juny de 2019 anunciava la seva retirada, després d'una llarga lesió, quan tenia 32 anys, per fedicar-se a fer d'entrenadora.